# Jill Svensson
Jill Gull-Britt Svensson, född 21 juli 1995 i Huskvarna, Sverige är en svensk sångerska som slog igenom i juni 2010 i och med segern i Talang 2010, som sändes i TV4. Svensson vann därmed också 500 000 svenska kronor. Jill Svensson hade tidigare deltagit i Körslaget 2009, som körmedlem i Team Amy från Jönköping med Amy Diamond som lagledare. 2011 släppte hon debutalbumet Vaken i en dröm, med en blandning av covers och originallåtar. Albumet Dröm vidare släpptes 2015, enbart bestående av originallåtar.
Förutom att uppträda som skivartist, sjunger hon också under bröllop, dop och begravningar.

## Diskografi

### Album
| Titel                     | Utgivning        |
| ------------------------- | ---------------- |
| Vaken i en dröm           | 2011             |
| Strålande jul             | 2014 (minialbum) |
| Dröm vidare               | 2015             |
| O, vad världen nu är skön | 2017             |

### Singlar
| Titel         | Utgivning |
| ------------- | --------- |
| Dagen är nära | 2010      |
| Midvintertid  | 2016      |